# Willow Springs (Wisconsin)
Willow Springs – miasto w Stanach Zjednoczonych, w stanie Wisconsin, w hrabstwie Lafayette.